# Чикин, Валентин Васильевич
Валенти́н Васи́льевич Чи́кин (р. 25 января 1932, Москва) — советский и российский журналист и политик, главный редактор газеты Советская Россия с 1986 года. Депутат Государственной Думы РФ 1-6 созывов (с 1993 по 2016 год), член фракции КПРФ. Был депутатом ВС РСФСР, народным депутатом РФ (1990—1993). Член КПСС с 1956 года, член ЦК КПСС (1990—1991, кандидат в члены с 1986 года). В 1990 году вошёл в Российское бюро ЦК КПСС, затем — в Политбюро ЦК КП РСФСР. Член ЦК КПРФ с 1993 года.

## Биография
Окончил факультет журналистики МГУ. С 1951 года работал литературным сотрудником редакции газеты «Московский комсомолец». С 1958 года в газете «Комсомольская правда» — литературным сотрудником, заместителем редактора, редактором отдела, заместителем главного редактора газеты. С 1984 года в газете «Советская Россия» — заместителем, первым заместителем главного редактора. С 1984 года первый заместитель председателя Государственного комитета СССР по делам издательств, полиграфии и книжной торговли.
С 1986 года главный редактор газеты «Советская Россия». Входил в состав редколлегии серии «Библиотека классики» в издательстве «Художественная литература» (Москва).
Избирался председателем правления Фонда милосердия и здоровья РФ (1989—1991).
Депутатом Государственной Думы РФ был избран по федеральному списку избирательного объединения КПРФ, причём на всех выборах в списке кандидатов занимал приоритетные места, выше многих руководителей КПРФ. Был членом парламентских Комитетов — по охране здоровья и — по информационной политике и связи.
В 2013 году вошёл в состав Оргкомитета по подготовке и проведению памятных мероприятий, посвящённых 20-летию расстрела Съезда народных депутатов России и Верховного Совета РФ.
Член Координационного совета общероссийского общественного движения «Народно-патриотический союз России».
Женат, имеет двух сыновей. Один из них, Максим — журналист, работал в «Комсомольской правде».

## Награды
- Орден Трудового Красного Знамени.
- Медаль «Дружба» (2008, Куба)[2].
- Лауреат Премии Ленинского комсомола (1970) — за книгу «Сто зимних дней» (1968).

## Цитаты
- От зигзага хрущевизма пролег маршрут к катастрофе 90-х.